# Chemofossil

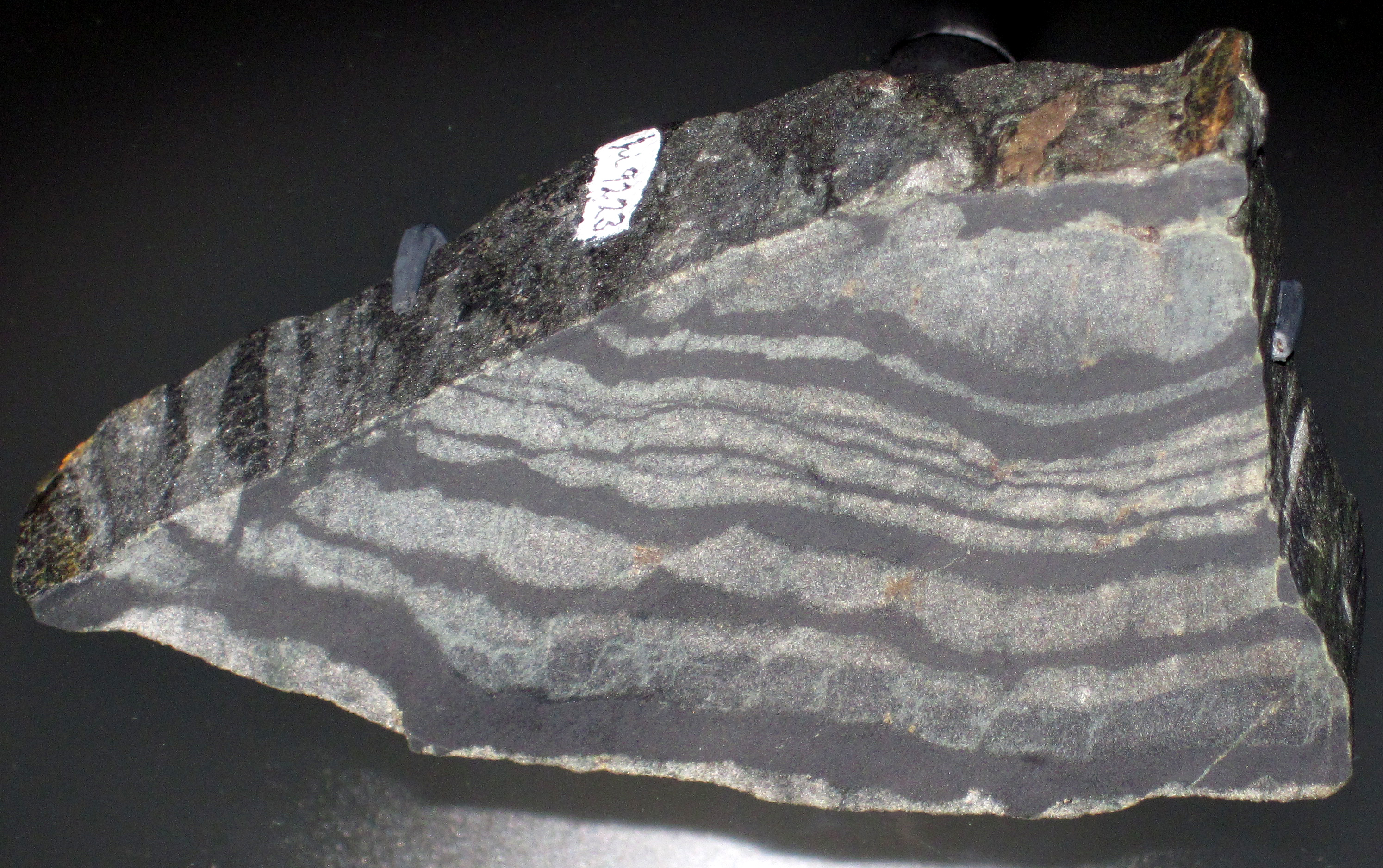
Eines der ältesten Gesteine der Erde: Graphitisch gebänderte Eisenformation (meta-BIF) aus dem Präkambrium Südwestgrönlands (FMNH Li 9223, Field Museum of Natural History, Chicago, Illinois, USA). Der Isua-Gneis im Südwesten Grönlands war Gegenstand vieler geologischer Forschungen. Einige Geologen sind zu dem Schluss gekommen, dass die Kohlenstoffisotopenzusammensetzung von Graphit, der in einigen Isua-Gesteinen gefunden wird, mit einem biogenen Ursprung übereinstimmt. Daher sollten einige Isua-Gesteine Chemofossilien enthalten, der älteste Beweis für Leben auf der Erde vor 3,8 Milliarden Jahren (die ältesten bekannten unbestrittenen Fossilien sind 3,5 Milliarden Jahre alte Stromatolithen und Bakterienkörperfossilien aus Westaustralien und dem südlichen Afrika). Dieses Isua-Gestein ist eine schwach metamorphosierte gebänderte Eisenformation (BIF). Die hellen Schichten sind reich an feinkristallinem Quarz. Die dunkleren Schichten sind reich an Eisenoxid. Dieses Gestein und andere Isua-Gesteine enthalten unterschiedliche Mengen des Minerals Graphit (C). Die meisten Isua-Forscher sind zu dem Schluss gekommen, dass der Graphit in Gesteinen des Isua-Gneis anorganischen Ursprungs ist und durch verschiedene metamorphe chemische Reaktionen gebildet wird (zum Beispiel führt die metamorphe Zersetzung von Siderit, FeCO_{3}, zur Bildung von Graphit).

Chemofossilien sind biogene chemische Spuren in Erdgas, Erdöl oder Sedimentgesteinen.
Chemofossilien liefern die ältesten Hinweise auf Leben auf der Erde.

## Substanzen
Man geht davon aus, dass spezifische chemische Moleküle, wie Kohlenwasserstoffe oder Lipidreste, nur von Lebewesen stammen können. Findet man in einem Gestein derartige Moleküle, ist das ein Hinweis darauf, dass zu dem Zeitpunkt des Entstehens des Steins Leben geherrscht hat, auch wenn man das Lebewesen selbst nicht mehr finden kann. Man nennt Chemofossilien deswegen auch Biomarker, diese Bezeichnung findet jedoch häufiger im Kontext der Rekonstruktion stammesgeschichtlicher Zusammenhänge von Organismen Verwendung.
Durch die Fossilisation wurden die Biosubstanzen über lange Zeit (Jahrmillionen) erheblichen Drücken ausgesetzt und sie kamen dabei mit Mineralien in Kontakt. Dabei wurden sie teilweise erheblich modifiziert. Die resultierenden Chemofossilien können unter Normalbedingungen fest, flüssig oder gasförmig sein.
Typische Chemofossilien sind Porphyrine (z. B. Koproporphyine in versteinertem Kot), Phytole, bestimmte Aminosäuren (Glycin, Alanin, Glutaminsäure, Asparaginsäure), Chlorophyll usw. Im Geiseltal wurde in den dort vorkommenden und aus dem Eozän stammenden Blätterkohlen der chemische Pflanzenrest Chlorophyllinit gefunden. Soweit Chemofossilien in Feststoffen wie Ölschiefer eingelagert sind, können sie durch Erhitzen aus dem mineralischen Gestein gelöst werden, beispielsweise Tiroler Steinöl. Flüssige Bestandteile finden sich im Mineralöl, gasförmige machen das Erdgas aus. Entweichender Schwefelwasserstoff macht sich beim Öffnen von Sedimentschichten (manche Versteinerungen stinken bei erstmaligem Öffnen) oder deren natürlichen Abbau bemerkbar. Er entstand hauptsächlich aus der Aktivität sulfatreduzierender Bakterien.
Die biogene Signatur, das für jede Erdöl-Quelle typische Verteilungsmuster an Chemofossilien, wird herangezogen, um die Herkunftsfrage eindeutig zu klären, etwa wenn der Verursacher einer Kontamination durch Erdöl ermittelt werden soll.